# 피리딘
피리딘(Pyridine)은 벤젠의 CH 하나가 질소로 치환된 헤테로고리 화합물이다.

## 형성

아세트알데히드와 포름알데히드로부터 아크롤레인을 형성

아크롤레인과 아세트알데히드로부터 피리딘을 응결

## 역사
피리딘 불순물은 동물의 뼈와 기타 유기 물질을 가열함으로써 초기 연금술사들에 의해 만들어졌지만, 최초의 문서화된 기록은 스코틀랜드의 과학자 토머스 앤더슨에 의해 이루어졌다.